# Андрейко, Сергей Александрович
Серге́й Алекса́ндрович Андре́йко (16 марта 1956, СССР — 10 апреля 2004, Астана, Казахстан) — советский футболист, выступал на позиции полузащитника.

## Биография
За команду мастеров был заявлен лишь однажды в 1974 году. В основном футбольной карьере играл за городской клуб «Локомотив».
С 1987 года начал работать в структуре команды «Целинник» в качестве администратора. В 1994 году перед двумя последними турами возглавил местную команду, чудом спас «Цесну» от вылета из высшей лиги. В последующем активно участвовал в развитие футбола в городе Астане.
Погиб в автокатастрофе на трассе Астана — Караганда. Похоронен на Городском кладбище Астаны.